# أنطونيو بونس (رسام)
أنطونيو بونس (بالإسبانية: Antonio Ponce) هو رسام إسباني، ولد في 1608 في بلد الوليد في إسبانيا، وتوفي في 1677 في مدريد في إسبانيا.